# Set Adrift on Memory Bliss
Set Adrift on Memory Bliss ist ein Lied von P. M. Dawn aus dem Jahr 1991, das von Gary Kemp und Attrell Cordes geschrieben wurde. Es erschien auf dem Album Of the Heart, of the Soul and of the Cross: The Utopian Experience.

## Geschichte
Set Adrift on Memory Bliss basiert auf True von Spandau Ballet aus dem Jahr 1983. In einem Interview beim Melody Maker erklärte 1991 Attrell Cordes die Entstehung des Liedes:

“I have to like a song before I can deal with it, the music comes first. I've always liked that Spandau Ballet song, it's so dreamy and trance-like, so when I came to deal with it, I knew I'd be daydreaming along to that one. 'Set Adrift' was so obvious to do: have the Spandau Ballet loop in there and a few other things, and dress it up a bit. That was all that was necessary.”

„Ich muss ein Lied mögen, bevor ich mich damit beschäftigen kann, und die Musik steht an erster Stelle. Ich habe dieses Lied von Spandau Ballet schon immer gemocht, es ist verträumt und tranceartig. Als ich mich damit beschäftigte, merkte ich, dass ich zu diesem Lied mitträumen würde. Set Adrift war naheliegend: Das Spandau Ballet-Intro, ein paar Dinge, und das Ganze ein bisschen aufpeppen. Das war alles, was nötig ist.“

Die Veröffentlichung war am 5. August 1991, in den Vereinigten Staaten und Neuseeland wurde die Hip-Hop-Nummer ein Nummer-eins-Hit. In VH1s Liste 100 Greatest Songs of Hip Hop erreichte es Platz 81 und in Blenders Liste Greatest Songs Since You Were Born landete es auf Platz 94.

## Musikvideo
Der Regisseur des Musikvideos war Mark Pellington. Das Video spielt auf einer Insel und hat keine durchgehende Handlung. Zu sehen sind Synchronschwimmer, Animationen, wahllos tanzende Menschen und Nahaufnahmen des Duos P. M. Dawn.
Gegen Ende ist Tony Hadley, der Sänger von Spandau Ballet, zu sehen.

## Kommerzieller Erfolg

### Chartplatzierungen
| ChartsChartplatzierungen       | Höchstplatzierung | Wochen |
| ------------------------------ | ----------------- | ------ |
| Deutschland (GfK)              | 3 (22 Wo.)        | 22     |
| Österreich (Ö3)                | 9 (12 Wo.)        | 12     |
| Schweiz (IFPI)                 | 4 (16 Wo.)        | 16     |
| Vereinigte Staaten (Billboard) | 1 (20 Wo.)        | 20     |
| Vereinigtes Königreich (OCC)   | 3 (8 Wo.)         | 8      |

| ChartsJahrescharts (1991)    | Platzierung |
| ---------------------------- | ----------- |
| Deutschland (GfK)            | 64          |
| Vereinigtes Königreich (OCC) | 35          |

| ChartsJahrescharts (1992)      | Platzierung |
| ------------------------------ | ----------- |
| Vereinigte Staaten (Billboard) | 44          |

### Auszeichnungen für Musikverkäufe
| Land/Region               | Auszeichnungen für Musikverkäufe (Land/Region, Auszeichnung, Verkäufe) | Verkäufe |
| ------------------------- | ---------------------------------------------------------------------- | -------- |
| Vereinigte Staaten (RIAA) | Gold                                                                   | 500.000  |
| Insgesamt                 | 1× Gold ·                                                              | 500.000  |

## Coverversionen
- 1997: Backstreet Boys